# حسن الحربي
حسن علي الحربي مواليد (13 ديسمبر 1994) في محافظة الخرج بالسعودية، هو لاعب كرة قدم سعودي يلعب في النادي الفيصلي.

## بداياته
لعب مع نادي الشعلة ونادي هجر ونادي العين ونادي القادسية والنادي الفيصلي.

## روابط خارجية
- حسن الحربي على موقع قاعدة بيانات كرة القدم.إي يو (الإنجليزية)
- حسن الحربي على موقع Soccerway.com (الإنجليزية)